# Million Clouds
「Million Clouds」（ミリオン クラウズ）は、坂本真綾の26枚目のシングル。2016年7月27日にFlying Dogから発売された。

## 音楽性
表題曲「Million Clouds」は、天野こずえ原作のテレビアニメ『あまんちゅ！』第1期OPテーマとして使用されており、スウェーデンの歌姫・フリーダ･サンデモ作曲の、爽やかでドラマティックなナンバーとなっている。サウンドプロデューサーでもあり、この楽曲のアレンジャーでもある河野伸に坂本が「伊豆の海が思い浮かぶような楽曲」というイメージで依頼したところ、生楽器やストリングスがふんだんに加わったサウンドに仕上がった。
2曲目の「ロマーシカ」は同じく『あまんちゅ！』の最終話で挿入歌として、3曲目に収録されている「DIVE feat.GONTITI」は、同アニメの第2期『あまんちゅ！〜あどばんす〜』第9話の挿入歌としてそれぞれ使用されており、「DIVE feat.GONTITI」は坂本が1998年12月19日にビクターエンタテインメントよりリリースしたオリジナルアルバム『DIVE』のラストナンバー「DIVE」を、GONTITIによる伴奏でセルフカバーしたものとなっている。
4曲目の「Million Clouds ~Piano Ver.~」は、表題曲「Million Clouds」のピアノVerのBGMとなっており、収録曲で唯一坂本が関わっていない。第1期の第9話で挿入曲として使用。
5曲目「はじまりの海 ~Live Ver.~」は、テレビアニメ『たまゆら〜もあぐれっしぶ〜』のOPテーマに使用された坂本の22枚目のシングルのライヴVer。2016年2月6日、中野サンプラザで行われたライヴにて収録。

## リリース
坂本真綾のシングルとしては、前作「幸せについて私が知っている5つの方法/色彩」から約1年半、『坂本真綾 コーネリアス』名義の「あなたを保つもの/まだうごく」からでは1年1か月ぶりのリリースとなる。

## アートワーク／パッケージ
ジャケット写真は作品のテーマに合わせ、   青を基調にしたデザインとなっている。

## アニメーションPV
※主題歌として公開されたアニメPV
| 公開日        | 外部映像リンク             | 公開元     |
| ------------- | -------------------------- | ---------- |
| 2016年5月26日 | アニメPV「Million Clouds」 | SHOCHIKUch |

## チャート成績
累計売上枚数 / 約1.0万枚
| チャート         | 最高 |
| ---------------- | ---- |
| オリコン（週間） | 24位 |

## シングル収録曲

### シングルCD
| #         | タイトル                        | 作詞      | 作曲          | 編曲           | 時間  |
| --------- | ------------------------------- | --------- | ------------- | -------------- | ----- |
| 1.        | 「Million Clouds」              | 坂本真綾  | Frida Sundemo | 河野伸         | 4:56  |
| 2.        | 「ロマーシカ」                  | 坂本真綾  | 坂本真綾      | 河野伸         | 4:29  |
| 3.        | 「DIVE feat.GONTITI」           | 岩里祐穂  | 菅野よう子    | GONTITI        | 4:57  |
| 4.        | 「Million Clouds ~Piano Ver.~」 |           | Frida Sundemo | 河野伸（演奏） | 3:15  |
| 5.        | 「はじまりの海 ~Live Ver.~」    | 大貫妙子  | 大貫妙子      | 河野伸         | 4:05  |
| 合計時間: | 合計時間:                       | 合計時間: | 合計時間:     | 合計時間:      | 21:54 |

## メディアでの使用
| Million Clouds              | テレビアニメ『あまんちゅ！』OPテーマ             |
| ロマーシカ                  | テレビアニメ『あまんちゅ！』挿入歌               |
| DIVE feat.GONTITI           | テレビアニメ『あまんちゅ！〜あどばんす〜』挿入歌 |
| Million Clouds ~Piano Ver.~ | テレビアニメ『あまんちゅ！』挿入曲               |

## 収録アルバム
| タイトル       | アルバム                           | 発売日        | 備考                     |
| -------------- | ---------------------------------- | ------------- | ------------------------ |
| Million Clouds | 『シングルコレクション+ アチコチ』 | 2020年7月15日 | 4th シングルコレクション |

## スタッフ・クレジット

### STAFF
Producer by maaya
- a＆r Director : 福田正夫（FlyingDog）
- Assistant Producer : 三好大雅（FlyingDog）
- Executive Producer：佐々木史郎（FlyingDog）
- Artist Management：川口秀樹
- Artist Promoter : 益子恵（FlyingDog）
- Sales Planner : 梅本薫（Victor）
- Musicians Coordinator : 宮田文雄
- Art Direction＆Design : 中川優
- Photography : 酒井貴生
- Styling : 岩渕真希
- Hair＆Make-up : ナライユミ
- Editor : 藤田奈美
- Mixing Studio : HAL STUDIO/VICTOR STUDIO
- Recording Studio : VICTOR STUDIO
- Mastering Engineer：川崎洋

### 楽曲STAFF
01.「Million Clouds」
- Piano/Programming＆Keyboards : 河野伸
- Guitar：今堀恒雄
- Percussion : 三沢泉
- Strings : 金原千恵子ストリングス
- Backing Vocals：坂本真綾

02.「ロマーシカ」
- Piano/Programming＆Keyboards : 河野伸
- Drums：佐野康夫
- Bass：大神田智彦
- Guitar＆Mandolin : 今堀恒雄
- percussion：三沢 泉
- Violin : 岡村美央
- Backing Vocals：坂本真綾

03.「DIVE feat.GONTITI」
- Guitars : ゴンザレス三上＆チチ松村

05.「はじまりの海 ~Live Ver.~」
- Piano : 河野伸
- Wood Bass : 大神田智彦
- Guitar : 石成正人
- Percussion : 三沢泉